# Alp Arslan
Alp Arslan (1029 - 15. december 1072) var den anden sultan i seldsjuk-dynastiet og barnebarn af Seldjuk, dynastiets eponym. Han tog navnet Muhammed bin Da'ud Chaghri, da han omvendte sig til islam, og for militær dygtighed fik han tilnavnet Alp Arslan, som betyder "en modig løve" på tyrkisk.
Han efterfulgte sin far Chagri Begh som guvernør i Khorasan i 1059. Hans onkel Toğrül døde og blev efterfulgt af Suleiman, Alp Arslans broder. Arslan og hans onkel Kutalmish udfordrede begge denne udnævnelse. Arslan besejrede Kutalmish og blev sultan af seldsjukkernes rige den 27. april 1064. Han blev dermed monark over et tyrkisk rige, som strakte sig fra Amu Darja til Tigris.
Han vandt en afgørende sejr over det Østromerske rige i slaget ved Manzikert i 1071, hvor den østromerske kejser Romanus 4. Diogenes blev taget til fange.
1. ↑  Navnet er anført på engelsk og stammer fra Wikidata hvor navnet endnu ikke findes på dansk.
2. ↑  Navnet er anført på engelsk og stammer fra Wikidata hvor navnet endnu ikke findes på dansk.
3. ↑  Navnet er anført på engelsk og stammer fra Wikidata hvor navnet endnu ikke findes på dansk.
4. ↑  Navnet er anført på engelsk og stammer fra Wikidata hvor navnet endnu ikke findes på dansk.